# 塞拉-杜斯艾莫雷斯
塞拉-杜斯艾莫雷斯是巴西米纳斯吉拉斯州的一个市镇。总面积215.15平方公里，总人口8345人，人口密度38.8人/平方公里。